# Chang'an Airlines
Chang’an Airlines Co., Ltd. (长安航空 Cháng'ān Hángkōng), filiale de Hainan Airlines, est une compagnie aérienne basée à Xi'an, en Chine.

## Histoire
La compagnie aérienne a été créée le 24 décembre 1992 et a commencé ses opérations le 1er juin 1993. Hainan Airlines en possède 73.51%.

## Flotte
En juillet 2015, la flotte de Chang’an Airlines comporte les appareils suivants:

## Liens Externes
- Site officiel